# Ingénieur de l'industrie et des mines
Pour les articles homonymes, voir IIM.
 (août 2024).
Si vous disposez d'ouvrages ou d'articles de référence ou si vous connaissez des sites web de qualité traitant du thème abordé ici, merci de compléter l'article en donnant les références utiles à sa vérifiabilité et en les liant à la section « Notes et références ».
Dans l’administration française, le terme d'« ingénieur de l'industrie et des mines » (IIM) désigne à la fois un corps et un grade.

## Le corps des ingénieurs de l’industrie et des mines
En France, les ingénieurs de l’industrie et des mines (IIM) constituent un corps de la fonction publique d'État. 
Ce corps de catégorie A a vocation à servir en administration centrale, dans les services déconcentrés, dans les services à compétence nationale, dans les établissements publics de l’État et dans les autorités administratives indépendantes. Les IIM ont donc une vocation interministérielle forte tout en étant rattachés statutairement au Ministère chargé de l'économie et des finances.
Le corps est composé de 3 grades :
- Ingénieur de l'industrie et des mines (IIM) ;
- Ingénieur divisionnaire de l'industrie et des mines (IDIM) ;
- Ingénieur de l'industrie et des mines hors classe (IIM HC).

Actuellement (selon la situation en 2024), le recrutement  des IIM est réalisé essentiellement par concours externe sur titres. Jusque dans les années 2000, les diplômés ingénieurs des écoles des mines de Douai et d'Albi constituaient la majeure partie des IIM recrutés. Depuis les années 2000, le recrutement des IIM s'est progressivement ouvert vers les diplômés de l'enseignement supérieur scientifique et technique (bac+4 à doctorat).
En 2019, l'effectif du corps des IIM est de l'ordre de 1800.

## Les missions et métiers des IIM
Les missions des IIM sont généralement, mais pas exclusivement, des missions dans lesquelles des compétences techniques propres aux domaines industrielles sont requises. Celles-ci comprennent historiquement celles qui consistent à veiller (élaboration de la réglementation, contrôle, études...) :
- à la sécurité industrielle (appareils à pression, produits pyrotechniques non militaires, canalisations de transport de produits dangereux...),
- à la protection de l'environnement, notamment au contrôle des installations classées pour la protection de l'environnement (ICPE),
- à la loyauté des transactions commerciales utilisant des instruments de mesures (métrologie légale),
- à la sûreté nucléaire et la protection contre les rayonnements ionisants,
- à la sécurité nucléaire,
- à la sécurité et à l'acceptabilité environnementale des véhicules routiers (poids-lourds, voitures, transport en commun...),
- à la sécurité des barrages hydroélectriques,
- au bon service des infrastructures énergétiques (lignes électriques, canalisations de gaz...),
- à l'économie industrielle (veille technologique, normalisation, analyse sectorielles, aides aux entreprises, etc.).

Ces missions étaient jusqu'à la réforme de l’État en 2010 exercées régionalement par les DRIRE (directions régionales de l'industrie, de la recherche et de l'environnement), et pour celles relevant de la sûreté nucléaire, par les délégations de l'ASN (ancienne Autorité de sûreté nucléaire) en régions.
Ces missions tendent actuellement à être partagées avec d'autres corps administratifs à compétences techniques ou scientifiques. Dans le même temps, les IIM s'ouvrent vers d'autres missions.

## Les principales administrations qui emploient des IIM
En raison des compétences techniques spécifiques à ce corps administratif, les principales administrations qui emploient des IIM sont : l'Autorité de sûreté nucléaire et de radioprotection (France) (ASNR), les Directions régionales de l’Économie, de l'Emploi du Travail et des Solidarités (DREETS), les directions régionales de l'environnement, de l'aménagement et du logement (DREAL), ainsi que dans les administrations centrales correspondantes du ministère chargé de l'industrie (notamment de la Direction générale des entreprises (DGE)) et du ministère chargé de l'environnement (notamment la direction générale de la prévention des risques (DGPR), la Direction générale de l'énergie et du climat (DGEC) et le Département de la sécurité nucléaire (DSN)).